# سیارک ۱۴۱۴۸
سیارک ۱۴۱۴۸ (به انگلیسی: 14148 Jimchamberlin، نامگذاری:1998SO45) چهارده هزار و صد و چهل و هشتمین سیارک کشف شده‌است که در ۲۵ سپتامبر ۱۹۹۸ کشف شد.
قدر مطلق سیارک برابر ۹.۸ است.